# Ibirité
Ibirité város Brazíliában, Minas Gerais államban. Lakosainak száma 170 537 fő (2022). Ibirité Belo Horizonte, Betim, Brumadinho, Contagem és Sarzedo községekkel határos.

## Népesség
A település népességének változása:
| Lakosok száma | 133 044 | 158 954 | 182 153 | 184 030 | 170 537 |
|               | 2000    | 2010    | 2020    | 2021    | 2022    |